# Julius Hoffmann (Architekt)
Julius Hoffmann (* 26. April 1910; † 24. Februar 1975) war ein Heilbronner Architekt. Zu den in  Stille Zeitzeugen  und in Denkmaltopographie beschriebenen Werken von Julius Hoffmann gehören das 1949 errichtete Möbelhaus Bierstorfer, die 1953 eröffnete Handels- und Gewerbebank und das 1959 fertiggestellte Autohaus Assenheimer in Heilbronn.

## Leben
Julius Hoffmann wurde am 26. April 1910 geboren und wohnte seit 1936 in der Luisenstraße 13 in Heilbronn. Er wohnte in den Jahren 1938 und 1939 in der Karlstraße 103. Julius Hoffmann wohnte seit 1950 in der Armsündersteige 14 in Heilbronn. Seit 1954 wurde er als Architekt der BDA und auch sein Architekturbüro in der Dammstraße 83 in Heilbronn erwähnt. Ebenso für das Jahr 1958. 1961 wurde er noch zusätzlich als freier Architekt genannt und wohnte damals in der Armsündersteige 36 in Heilbronn. Ebenso in den Jahren 1964 und 1968. Zum letzten Mal war Julius Hoffmann in Heilbronn für das Jahr 1975 belegt, wo er in der Alexanderstraße 27 wohnte, ohne dass im Heilbronner Adressbuch sein Architekturbüro in der Dammstraße 83 erwähnt wurde. Er ist am 24. Februar 1975 in Heilbronn gestorben und wurde auf dem dortigen Hauptfriedhof beigesetzt.

## Werke
In der Denkmaltopographie wird als Werk des Architekten Julius Hoffmann zunächst das nicht denkmalgeschützte ehemalige Möbelhaus Bierstorfer erwähnt. Diese Architektur sei ein Beispiel für die "traditionelle Bauweise" der 1950er Jahre in Heilbronn. Ein anderes Werk des Architekten Julius Hoffmann ist laut  Stille Zeitzeugen das viergeschossige Gebäude der ehemaligen Handels- und Gewerbebank in fränkischem Muschelkalk an der Allee 11 aus dem Jahr 1953. Schließlich ist noch das denkmalgeschützte ehemalige Autohaus Assenheimer an der Stuttgarter Straße 2 in Heilbronn zu nennen, das laut Denkmaltopographie und ebenso laut Stille Zeitzeugen nach Plänen von Julius Hoffmann entworfen und im Jahre 1959 fertiggestellt wurde.

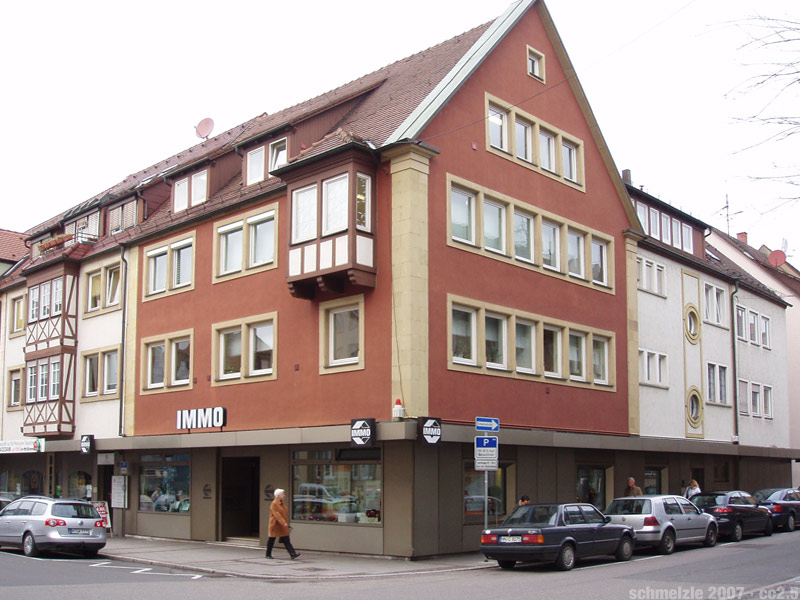
Das ehemalige Möbelhaus Bierstorfer (1949)
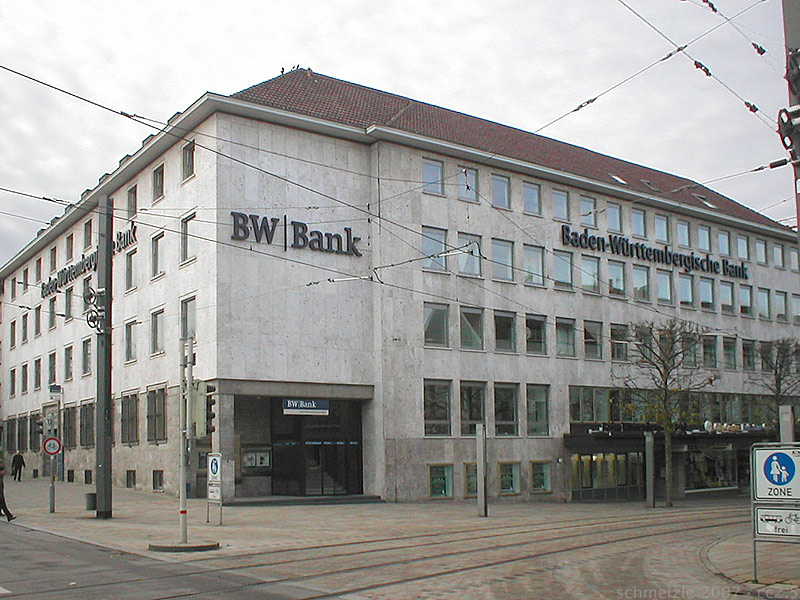
Die ehemalige Handels- und Gewerbebank an der Allee 11 (1953)
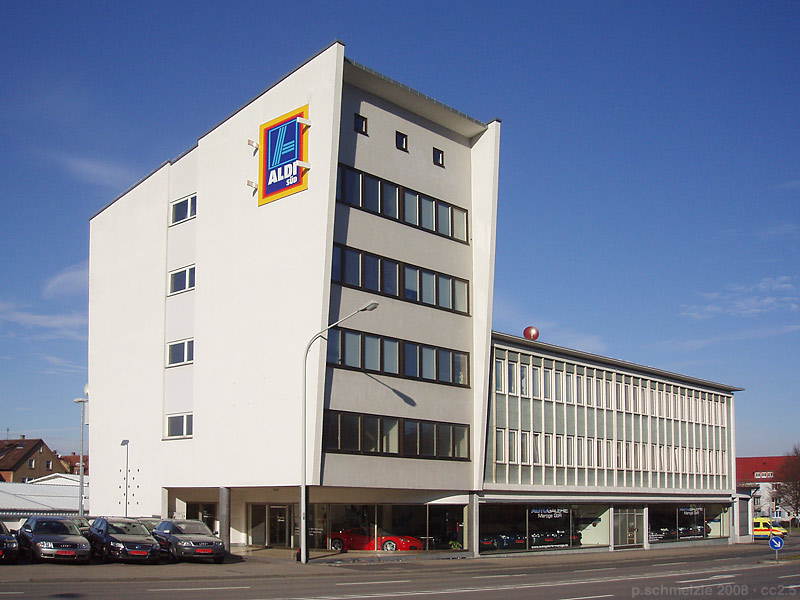
Das ehemalige Autohaus Assenheimer (Mercedes-Benz-Vertretung) an der Stuttgarter Straße 2 (2008)
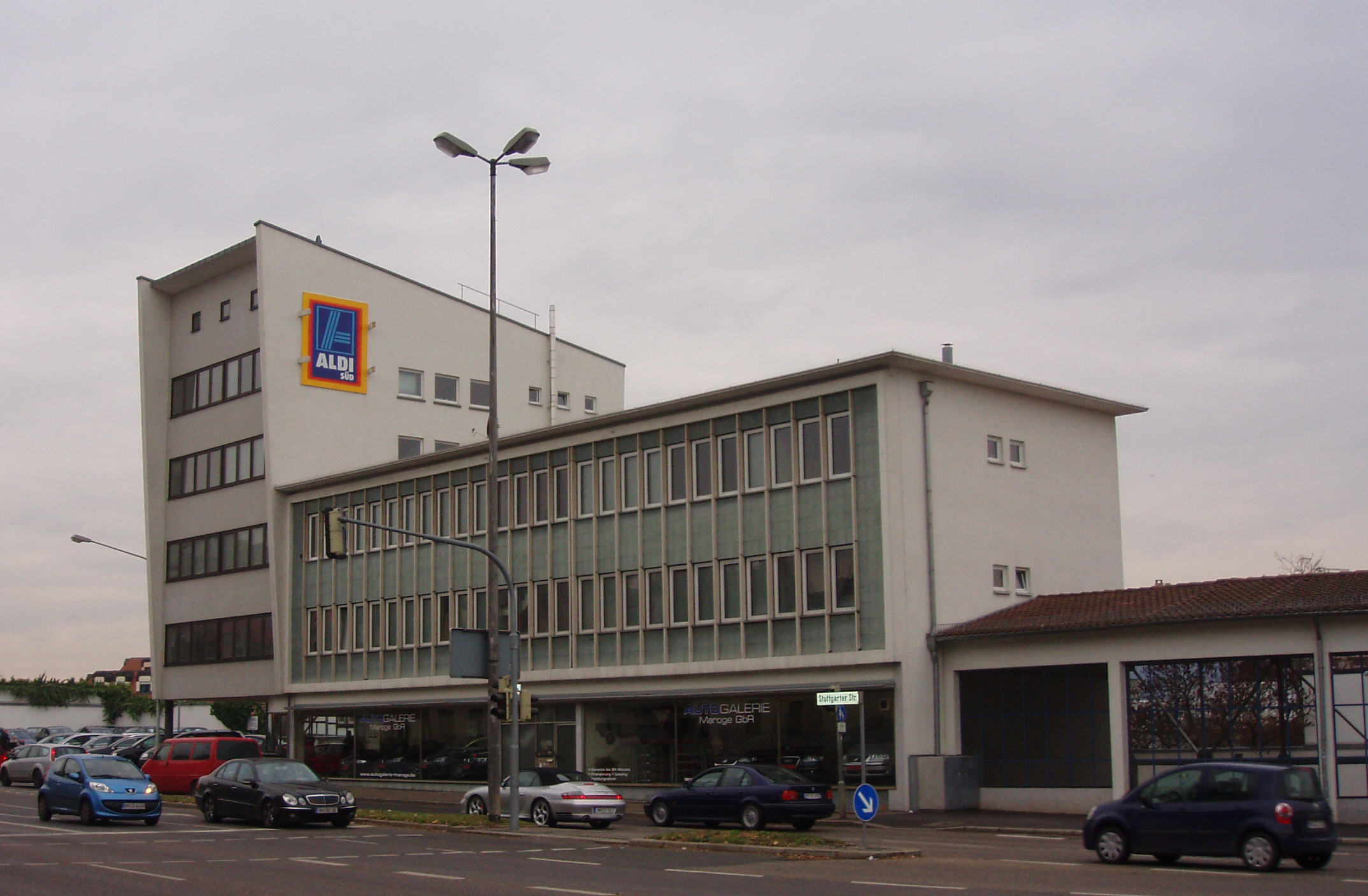
Das ehemalige Autohaus Assenheimer (Mercedes-Benz-Vertretung) an der Stuttgarter Straße 2 (2008)